# Duś (jezioro na Litwie)
Duś (lit. Dusia) – trzecie pod względem powierzchni jezioro na Litwie, największe w południowej Litwie. Położone jest w rejonie łoździejskim.